# Neomitranthes cordifolia
Neomitranthes cordifolia är en myrtenväxtart som först beskrevs av Carlos Maria Diego Enrique Legrand, och fick sitt nu gällande namn av Carlos Maria Diego Enrique Legrand. Neomitranthes cordifolia ingår i släktet Neomitranthes och familjen myrtenväxter. IUCN kategoriserar arten globalt som sårbar. Inga underarter finns listade i Catalogue of Life.